# Transit Access Pass

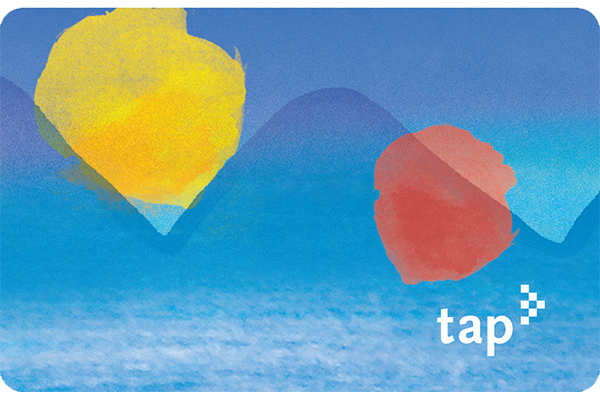
Une carte TAP standard.

Logotype du système.

Le Transit Access Pass (souvent abrégé en TAP) est une carte à puce sans contact utilisable pour la majorité des transports en commun du comté de Los Angeles. Il est géré par la Los Angeles County Metropolitan Transportation Authority (LACMTA) depuis son instauration en 2007.

## Principe

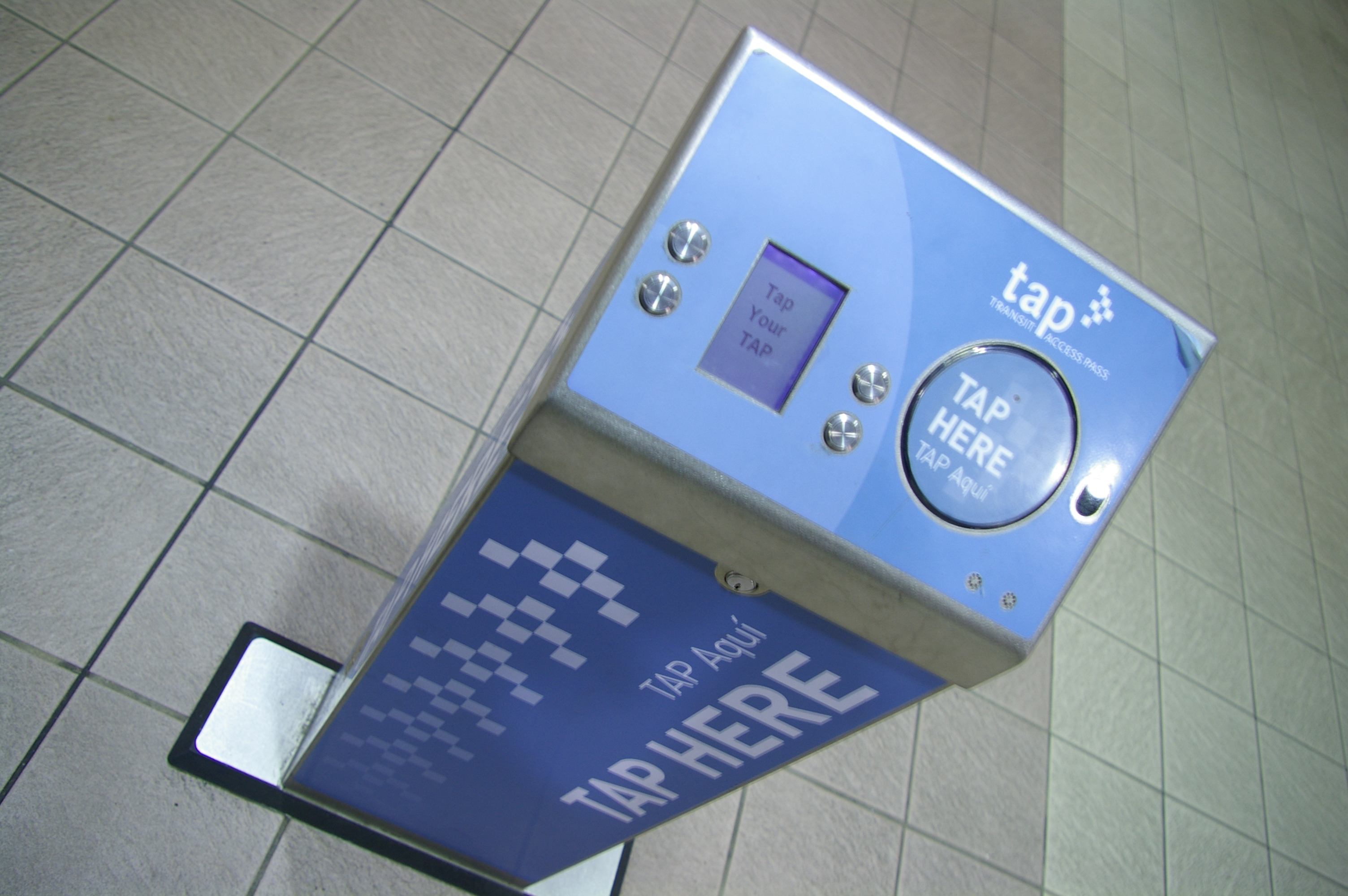
Une borne TAP permettant l'entrée dans une station de métro.

Le TAP a la forme d'une carte de crédit, pouvant être rechargée sur des bornes automatiques ou aux guichets des gares. Son tarif initial est de 1 $.

## Histoire
Ce système a été mis en service en 2007, mais a évolué depuis.
Les cartes sont conçues par l'entreprise Cubic Transportation Systems,.

## Réseaux acceptant le TAP
Actuellement, la carte est acceptée sur l'ensemble des six lignes du métro de Los Angeles, ainsi que par les lignes orange (en) et argentée (en) du réseau de bus à haut niveau de service du comté. Les bus opérés par la LACMTA acceptent également ce passe. 
Par ailleurs, de nombreux autres réseaux annexes permettent l'utilisation du Transit Access Pass, à l'instar du réseau Big Blue Bus qui dessert entre autres la ville de Santa Monica et Union Station,.